# Parlament de Namíbia
El Parlament de Namíbia és l'òrgan legislatiu nacional de Namíbia. És una legislatura bicameral i, per tant, consta de dues cambres: el Consell Nacional (cambra alta) i l'Assemblea Nacional (cambra baixa).
Tots els membres del gabinet són també membres de la cambra baixa. Aquesta situació ha estat criticada per la societat civil de Namíbia i per l'oposició per considerar que crea un important solapament entre l'executiu i el legislatiu, debilitant la separació de poders. En general, l'antiguitat dels membres del consell desplaça als diputats ordinaris als bancs del darrere.
Des de la independència de Namíbia fins al 2014, l'Assemblea Nacional estava formada per 78 membres, 72 elegits per representació proporcional i 6 nomenats pel president. El Consell Nacional comptava amb 26 representants dels Consells Regionals, 2 de cadascuna de les llavors tretze regions. Abans de les eleccions generals de 2014 es va modificar la constitució per augmentar les dues cambres fins a la seva grandària actual.